# Nokia 2626
Nokia 2626 – produkt firmy Nokia. Telefon komórkowy z funkcjami GPRS, MMS, Java oraz dzwonkami polifonicznymi. Jego wymiary to 104x43x18 mm, waży natomiast 91 g. Posiada kolorowy wyświetlacz o wymiarach 128x128, wyświetlający 65 tys. kolorów. Akumulator ma pojemność 970 mAh. Książka adresowa może pomieścić 300 kontaktów.